# Josef Štefl
Josef Štefl (17. listopadu 1923 Brno – 14. března 2002) byl český divadelní herec.

## Životopis
Pocházel z chudých poměrů a vyučil se fotografem. V mládí projevoval velký zájem o ochotnické divadlo. Vystudoval herectví na dramatickém oddělení Státní konzervatoře v Brně (1949). Ještě za studií začal působit ve Svobodném divadle (dnes Městské divadlo Brno). Mezi jeho největší role ve filmu patří postava zámečníka Tondy Buráně v dramatu Velká příležitost (1949). Další typově podobné role ztvárnil ve filmech Zvony z rákosu (1950) a Usměvavá zem (1952). V letech 1960–1975 vyučoval na brněnské JAMU. Také psal pohádky a verše pro děti. Naposledy o sobě dal vědět malou rolí ve filmu Kašpar Hauser (1993).